# Entertainment Tonight
Entertainment Tonight (estilizado como ET) es un noticiario de entretenimiento televisivo de sindicación estadounidense el cual es distribuido por CBS Television Distribution en los Estados Unidos.

## Formato
El formato del programa está compuesto por noticias de última hora de interés de toda la industria del entretenimiento, visitas de conjunto exclusivas, primeros reportajes de próximos proyectos de cine y televisión y entrevistas individuales con actores, músicos y otras personalidades del entretenimiento y nuevos medios.
Una edición de fin de semana de una hora, ET Weekend (conocida como Entertainment This Week hasta septiembre de 1991), originalmente ofrecía una recapitulación de las noticias de entretenimiento de la semana, con la mayoría o todos los episodios trasladándose al centro (principal o exclusivamente) alrededor de algún tipo de tema especial; aunque la edición de fin de semana ahora utiliza cualquiera de los dos formatos dependiendo del episodio, más comúnmente, el formato de esas transmisiones consiste en repeticiones de historias que se mostraron durante las ediciones de la semana anterior.
ET Radio Minute, una función de radio diaria, está sindicado por Westwood One.
A partir de 2015, las transmisiones de los días laborables del programa están presentadas por Nancy O'Dell y Kevin Frazier, mientras que las ediciones de fin de semana están presentadas por Cameron Mathison y Nischelle Turner.

## Historia
En sus primeros años desde su creación en 1981, Entertainment Tonight, siguiendo un formato de estilo local de noticias, consistía principalmente en la cobertura de las últimas películas, música y lanzamientos de televisión y proyectos.
Firmaron un acuerdo exclusivo para cubrir la boda de la abusadora de menores convicta Mary Kay Letourneau, quien se casó con el estudiante con quien tuvo una aventura, Vili Fualaau; el abogado Howard K. Stern, quien representó a Daniel Birkhead en el caso de paternidad de la hija fallecida de Anna Nicole Smith, Dannielynn. ET también ha transmitido historias exclusivas relacionadas con Anna Nicole Smith, incluida la cobertura de su funeral y su hija sobreviviente.
En 1996, el actor George Clooney decidió boicotear Entertainment Tonight para protestar por la presencia de paparazzis intrusos después de que Hard Copy hiciera una exposición sobre su vida amorosa, violando un acuerdo que tenía con Paramount, que produjo y distribuyó ambos shows. En una carta que envió a Paramount, Clooney declaró que alentaría a sus amigos a hacer lo mismo.
El 8 de septiembre de 2008, Entertainment Tonight comenzó a transmitir en alta definición; al mismo tiempo, el programa trasladó sus operaciones de producción y estudio desde su antiguo hogar en Stage 28 en el estudio de Paramount Pictures Stage 4 en CBS Studio Center, uno de los pasos finales que implica la incorporación del brazo de sindicación anterior de Paramount, Paramount Domestic Television, en el brazo de distribución de CBS y la adopción del entonces nuevo nombre de distribución de televisión CBS, que tuvo lugar después de la desintegración de CBS y el Viacom original en compañías separadas en diciembre de 2005.
En octubre de 2013, después de diecinueve años con Entertainment Tonight, Linda Bell Blue decidió renunciar como productora ejecutiva del programa, para convertirse en la presidenta inaugural de Entertainment Tonight Studios, que se formó en noviembre junto con CBS Global Distribution para expandirse la marca ET para cable, transmisión y plataformas digitales a través de varias series y especiales.
Después de la presión a través de una campaña en los medios sociales de los actores Dax Shepard y Kristen Bell, ET anunció en febrero de 2014 que ya no aceptaría imágenes o fotos de los hijos de celebridades hechas por paparazzis.

## Personal al aire

### Personal actual

#### Anclajes
- Nancy O'Dell – co-anclaje (2011-presente)
- Kevin Frazier – co-anclaje entre semana y fin de semana (2014-presente; anteriormente se desempeñó como co-anclaje y corresponsal de fin de semana de 2004 a 2011)

#### Corresponsales
- Brooke Anderson – corresponsal independiente de la costa este y co-anclaje de relleno (2013-presente)
- Keltie Knight – corresponsal (2017-presente)
- Cameron Mathison – corresponsal, co-ancla de fin de semana y ancla sustituto del día de la semana (2015-presente)[11]
- Carly Steel – corresponsal (2016-presente)
- Nischelle Turner – corresponsal, co-ancla de fin de semana y ancla sustituto del día de la semana (2014-presente)
- Joe Zee – corresponsal de moda (industria y alfombra roja) (2013-presente)

### Personal anterior
- Thea Andrews – presentador de relleno de fin de semana y corresponsal (2006-2009); ahora en CMT
- Army Archerd – corresponsal (1981; fallecido)
- Rona Barrett – corresponsal (1983-1986)
- Nina Blackwood – corresponsal (1988-?)
- Garrett Glaser - corresponsal (1989-1993)
- Chris Booker – corresponsal (2002-2003; ahora en KAMP-FM en Los Ángeles)
- Eric Burns – corresponsal (?-?)
- Lisa Canning – corresponsal (1995-1998)
- Jann Carl – presentador de relleno de fin de semana y corresponsal (1995-2008)
- Marcia Clark – corresponsal (?-?)
- Steven Cojocaru – corresponsal de moda (2003-2011)
- Bobby Colomby – corresponsal (?-?)
- Leanza Cornett – corresponsal (1994-1995)
- Rocsi Diaz – corresponsal y co-anclaje de fin de semana (2013-2015)
- Leeza Gibbons – presentador de relleno y corresponsal (1984-1995)
- Bob Goen – copresentador y corresponsal (1993-2004); ahora en WCPO-TV en Cincinnati
- Tom Hallick – presentador y corresponsal (1981)
- Samantha Harris – corresponsal (2010-2012, 2015-2016), co-anclaje de fin de semana y anclaje sustituto de día de semana (2015-2016)
- Mary Hart – copresentador y corresponsal (1982-2011)
- Ron Hendren – copresentador original (1981-1984)
- Huell Howser – corresponsal (1982-1983; fallecido)
- Darren Kavinoky – corresponsal (?-?)
- Robin Leach – corresponsal (1981-1984)
- Chrishaunda Lee – corresponsal (?-?)
- Leonard Maltin – historiador y crítico de cine (1982-2010)
- Rob Marciano – co-anclaje de entre semana y fin de semana (2013-2014); ahora en ABC News
- Maria Menounos – corresponsal (2001-2005); ahora en E! News
- Vanessa Minnillo – corresponsal (2005-2007)
- Julie Moran – corresponsal (1995-2001)
- Carlos Ponce – corresponsal (2004-2005)
- Tony Potts – corresponsal (1998; más tarde en Access Hollywood)
- Michael Scott – presentador de relleno y corresponsal (1993-1994)
- Selina Scott – corresponsal (?-?)
- Mark Steines – copresentador y corresponsal (1995-2012); ahora en Hallmark Channel
- André Leon Talley – corresponsal de moda (2012-2013)
- John Tesh – copresentador y corresponsal (1986-1996)
- Marjorie Wallace – presentador y corresponsal (1981)
- Robb Weller – copresentador y corresponsal (1984-1986)
- Dixie Whatley – copresentador y corresponsal (1981-1982)
- Roshumba Williams – corresponsal (2002)

## Competencia
A partir de 2007, a pesar de la competencia de The Insider e incluso la revista de noticias de enfoque más general Inside Edition, ambas producidas también por CBS Television Distribution, Entertainment Tonight se mantuvo entre los diez programas sindicados mejor calificados según las calificaciones semanales de Nielsen. Durante la temporada 2007-08, las calificaciones diurnas del programa fluctuaron entre el cuarto y el quinto puesto debido a la competencia con Judge Judy, el programa sindicado por la CBS.